# Ćitta
Ćitta (pali Czitta, sanskryt trl. ćitta) – kategoria ontologiczna w religiach dharmicznych tłumaczona zależnie od tradycji jako umysł wyższy lub niższy umysł.

## Hinduizm
- Ćitta indywidualna (wjasti ćitta, przynależąca do dźiwy) pojmowana jest jako nieskończenie mała część ćitty kosmicznej (samaszti ćitty, powstałej z czystej mahat sattwy – części sattwicznej mahat tattwy).

Ćitta w filozofii indyjskiej to cześć antahkarany, magazyn samskar (impresji, źródło świadomości, siedziba duszy jednostki).
- Bóstwem ćitty jest Naraga[1].
- W jodze klasycznej ćitta rozumiana jest jako podmiot w procesach poznania i utożsamiana z empirycznym ja jednostki, empiryczną świadomością[2].
- Swami Muktananda Paramahansa podaje iż w procesie rozwoju, ćitta osiąga poziom określany terminem ćajtanja (czysta świadomość)[3].
- Śri Anirwan objaśnia ćittę, jako naszą jednostkową świadomość empiryczną a jej płaszczyznę określa terminem ćittabhumi.[4]

## Buddyzm
Ćitta czasem tłumaczone jest jako Umysł. To podstawowy termin w buddyzmie mahajany, nie posiada on dosłownego odpowiednika w zachodnich językach.
- Pisany małą literą (ćitta, umysł) oznacza różnicujący intelekt (manas).
- Pisany dużą literą (Citta, Umysł), termin doktryny czittamatra. Oznacza „samoświadomy i samorozświetlający się Umysł wolny od dualizmu doświadczenia i doświadczającego”, potocznie zwany naturą umysłu i zarazem naturą rzeczywistości. Poczucie „dualizmu subiekt-obiekt” stwarzają przykrywające tę naturę, zgromadzone indywidualnie zgodnie z prawem przyczynowo-skutkowym karma, nawykowe skłonności i splamienia. To zgrubne poziomy świadomości, które zanikają całkowicie w czasie procesu śmierci. Jednak dalej „reinkarnują” się te najsubtelniejsze, umożliwiając w bardo, jak i w kolejnym odrodzeniu powrót do nawykowych sił. Teksty buddyjskie przyrównują zgrubne poziomy świadomości do fal oceanu, najsubtelniejsze do głębin a „samoświadomy i samorozświetlający się Umysł wolny od dualizmu doświadczenia i doświadczającego” do wody oceanu. Pojedyncze fale pojawiają się i znikają, niekiedy uchodząc w głębiny, a niekiedy można je wyodrębnić (śmierć, bardo i kolejne odrodzenie), ale przez cały czas pozostają częścią wody oceanu.